# بای هد، نیوجرسی
بای هد (به انگلیسی: Bay Head) شهری در ایالت نیوجرسی کشور ایالات متحده آمریکا است که جمعیت آن در سرشماری سال ۲۰۱۰ میلادی، ۹۶۸ نفر بوده‌است.